# Otto Kern
Otto Ferdinand Georg Kern (Bad Kösen, 14 febbraio 1863 – Halle, 31 gennaio 1942) è stato un archeologo, filologo classico, epigrafista, storico e linguista tedesco.
Si specializzò nel campo della religione dell'Antica Grecia facendo indagini sulle religioni misteriche e sull'orfismo.

## Biografia
Studiò filologia classica e archeologia presso le università di Berlino e di Gottinga e conseguì il dottorato nel 1888. Come studente, ebbe come insegnanti Ernst Curtius, Hermann Diels e Ulrich von Wilamowitz-Moellendorff. Dopo la laurea, lavorò a Berlino come assistente di Carl Robert. Dal 1890 al 1893 fece un viaggio in Italia, in Grecia e in Asia Minore, dove partecipò agli scavi di Magnesia al Meandro come assistente di Carl Humann.
Nel 1894 si qualificò come docente a Berlino, diventando successivamente professore associato presso l'Università di Rostock (1897). Nel 1900 raggiunse la sua cattedra completa, e nel 1907 si trasferì a l'Università di Halle-Wittenberg, dove nel 1915/1916 divenne rettore universitario.

## Opere principali
Tra le sue opere migliori fu uno scritto sulla storia religiosa dell'Antica Grecia, Die Religion der Griechen (1926–38):
- Vol. 1. Von den Anfängen bis Hesiod.
- Vol. 2. Die Hochblüte bis zum Ausgange des fünften Jahrhunderts.
- Vol. 3. Von Platon bis Kaiser Julian.

Altre sue opere significative:
- Die Gründungsgeschichte von Magnesia am Maiandros, 1894.
- Beiträge zur Geschichte der griechischen Philosophie und Religion (con Paul Wendland), 1895.
- Ueber die Anfänge der hellenischen Religion, 1902.
- Eleusinische Beiträge, 1909.
- Nord-griechische Skizzen, 1912.
- Inscriptiones Graecae, 1913.
- Orpheus. Eine religionsgeschichtliche Untersuchung, 1920.[3][4]